# Hungarian horizons
Hungarian horizons is een livealbum van Steve Hackett. Het betreft de opnamen van een concert met een “akoestische setting” in Boedapest. Er kwamen twee versies op de markt. Versie 1 is een dubbelcompact disc, versie 2 is de cd met dvd met alle nummers erop.

## Musici
- Steve Hackett – gitaar
- John Hackett – dwarsfluit
- Roger King – toetsinstrumenten

## Muziek
| Nr. | Titel                       | Duur |
| --- | --------------------------- | ---- |
| 1.  | Horizons                    |      |
| 2.  | Gnossiene nr 1              |      |
| 3.  | Bouréé, Bacchus             |      |
| 4.  | Firth of Fifth              |      |
| 5.  | Bay of kings                |      |
| 6.  | Syrinx                      |      |
| 7.  | Imagining                   |      |
| 8.  | Second chance               |      |
| 9.  | Jacuzzi                     |      |
| 10. | Overnight sleeper           |      |
| 11. | The barren land             |      |
| 12. | Black light                 |      |
| 13. | Kim                         |      |
| 14. | Time lapse at Milton Keynes |      |
| 15. | The chinese jam             |      |
| 16. | Concerto in D               |      |
| 17. | Hairless heart              |      |
| 18. | Cinema paradiso             |      |
| 19. | Musteard seed               |      |
| 20. | Gymnopédie nr. 1            |      |
| 21. | Jazz on a summer’s night    |      |

| Nr. | Titel                      | Duur |
| --- | -------------------------- | ---- |
| 1.  | Little cloud               |      |
| 2.  | Cavalcanti                 |      |
| 3.  | Walking away from rainbows |      |
| 4.  | Andante in C               |      |
| 5.  | Concert for Munich         |      |
| 6.  | The journey                |      |
| 7.  | Skye boat song             |      |
| 8.  | By paved fountain          |      |
| 9.  | Etude in a mineur          |      |
| 10. | Blood on the rooftops      |      |
| 11. | Heads of the priestess     |      |
| 12. | C min triplets             |      |
| 13. | End of day                 |      |
| 14. | Ace of wands               |      |
| 15. | Idyll                      |      |
| 16. | Aubade                     |      |
| 17. | Méditation                 |      |